# Vero (homem claríssimo)
Vero (em latim: Verus) foi um oficial romano do final do século IV ou começo do V. Nativo de Ancira, era esposo de Bosfória e pai de quatro filhos e duas filhas. Sabe-se que era um homem claríssimo e ex-conde.